# Maciste contro Ercole nella valle dei guai
Maciste împotriva lui Hercule, în Valea Necazurilor (titlu original:  Maciste contro Ercole nella valle dei guai   cunoscut și ca Franco, Ciccio & Maciste contro Ercole nelle valle dei guai) este un film  SF de comedie italian  din 1961 regizat de Mario Mattoli. Este o parodie a filmelor peplum foarte populare în aceea perioadă, anticipând apariția filmului american The Three Stooges Meet Hercules din 1962 care are un scenariu asemănător.     Rolurile principale au fost interpretate de actorii Frank Gordon ca Hercule , Kirk Morris ca Maciste, Franco Franchi ca Francheo și Ciccio Ingrassia ca Ingrassiade. Scenariul este scris de Marcello Marchesi și Vittorio Metz.

## Prezentare
Mario și Raimondo, managerii unei mici companii de teatru din Milano, încearcă să-și crească averea folosind o mașină a timpului, dar folosesc o dată greșită și ajung cu 7000 de ani în urmă. Aceștia ajung la curtea lui regelui Euristeo / Eurystheus, care le promite averi dacă îl vor  ajuta pe  Hercule în lupta sa împotriva lui Maciste, care vrea să se căsătorească cu Deianira. Maciste, inițial în dezavantaj, își recapătă forțele care fuseseră luate de Circe datorită intervenției nimfei Eco . Așa începe o luptă între Hercule și Maciste; Mario și Raimondo reușesc să scape, revenind la timp în viața lor modernă.

## Distribuție
- Kirk Morris ca Maciste
- Frank Gordon ca Hercule
- Franco Franchi ca Francheo
- Ciccio Ingrassia ca Ingrassiade
- Bice Valori –vrăjitoarea Circe
- Mario Carotenuto – Mario
- Gianna Cobelli - Cajfante
- Carlo Croccolo - Fetonte
- Sandra Mondaini - nimfa Eco
- Liana Orfei ca Deianira
- Ombretta Ostenda
- Raimondo Vianello - Raimondo Rusteghin
- Ave Ninchi -  l'indovina Ecubona
- Gino Buzzanca - capo degli arcieri
- Luigi Visconti (cunoscut ca Fanfulla) – cercetătorul care a inventat Mașina Timpului
- Santo Versace - Aimone il villico
- Francesco Mulè – regelui Euristeo
- Gianna Cobelli - servitor al regelui
- Riccardo Paladini - crainicul TG

## Producție
Coloana sonoră este creată de Gianni Ferrio. 